# Route0
route0（ルート・ヨン）は、高橋麻里奈とチェ・スヨンの2人からなるヴォーカルデュオである。R&C JAPAN、吉本興業所属。

## 概要
- テレビ東京系で放送されたオーディション番組『ASAYAN』で、2001年12月から始まった企画「日韓ウルトラアイドルデュオ」オーディションで、日本人応募者8,698人、韓国人応募者7,194人の中から選ばれ[2]、2002年4月26日、河村隆一のプロデュースでデビュー（ただし河村本人は楽曲制作自体には関わっておらず、この点でSay a Little Prayerとは異なる）。その後、ファッションブランド「CHUBBYGANG」や、雑誌「melon」（祥伝社）の専属モデルとしても活動した[3]。
- 名前の由来は、2人が日本と韓国をつなぐ「道（ルート）」になって欲しいという願いから。
- 正式名は「route0」だが、ロゴでは「0」の中に「/」が入る（斜線付きゼロ）{\displaystyle \emptyset }を使う。また、「φ」を代用しているものもある。
- 下積み時代のDAIGOが、バックバンドとしてギターを弾いていた[4]。

## メンバーの2002年当時のプロフィール
高橋麻里奈（たかはし まりな）
- 生年月日：1989年2月20日
- 血液型：B型
- 身長：161.0cm
- 股下：79.0cm　足：24.0cm
- スリーサイズ：B：76.0　W：55.0　H：82.5
- 出身地：北海道
- 好きなアーティスト：今井絵理子（SPEED）
- 目標とするアーティスト：今井絵理子（SPEED）
- 趣味：歌うこと
- 特技：歌を目で表現すること

※モデルの高橋まりなとは同姓同名の別人
チェ・スヨン (최수영 / Choi SooYoung / 崔秀榮)
- 生年月日：1990年2月10日
- 血液型：O型
- 身長：170cm
- 股下：84.0cm　足：24.0cm
- スリーサイズ：B：74.5　W：59.0　H：84.0
- 目標とするアーティスト：BoA
- 趣味：パソコン
- 特技：歌

※現在、韓国のアイドルグループ少女時代のメンバー、女優として活動中

## ディスコグラフィー

### シングル
- 「START」（作詞：堀江里沙、作曲：嘉多山信）(2002年4月26日 YRCN-33005)
- 「ワクワク It's Love」（作詞・作曲：Funta）(2002年11月9日 YRCN-10002)　『HEY!HEY!HEY! MUSIC CHAMP』2002年10月～11月エンディングテーマ
- 「Painting」（作詞：KojiRo.、作曲：原一博）(2003年7月23日 YRCN-10014)　ダウンタウンDX　2003年6月～7月エンディングテーマ

### DVD
- 「Painting」(2003年7月23日 YRBN-13031)